# Carlos Martínez Mínguez
Pour les articles homonymes, voir Carlos Martínez, Martínez et Mínguez.
Carlos Martínez Mínguez, né le 28 juin 1973 à Soria, est un homme politique espagnol membre du Parti socialiste ouvrier espagnol (PSOE). Il est maire de Soria depuis le 16 juin 2007.

## Biographie

### Débuts en politique
Il est titulaire d'une licence de génie technique agricole obtenue à l'université de Valladolid et membre du Parti socialiste ouvrier espagnol depuis 1996.
Aux élections municipales du 13 juin 1999, il se présente dans sa ville natale en sixième position sur la liste de la socialiste Eloísa Álvarez, qui remporte six sièges. Grâce à une alliance de toute l'opposition, la mairie revient au PSOE. Il est ainsi nommé conseiller à l'Environnement, à la Culture et aux Festivités.

### Une rapide ascension
Il est choisi en 2002 comme secrétaire général du PSOE dans la province de Soria.
Pour le scrutin du 25 mai 2003, il est relégué en huitième position, tout en se présentant à l'élection régionale. Il est réélu conseiller municipal et devient député de la circonscription de Soria aux Cortes de Castille-et-León. Il est ensuite désigné porte-parole du groupe municipal socialiste – le Parti populaire (PP) ayant repris la mairie – et porte-parole socialiste à la commission parlementaire des Transports et des Infrastructures.

### Maire de Soria
Il décide de ne pas se représenter au Parlement régional lors de l'élection du 27 mai 2007, étant tête de liste à Soria. Le jour du vote, il remporte 7 600 voix et 9 élus sur 21, soit 500 voix de plus et autant d'élus que le PP. C'est la première fois que le PSOE vire en tête dans cette ville. S'associant avec l'Initiative pour le développement de Soria (IDES) et la Gauche unie (IU), il est investi maire de la commune le 16 juin suivant, à seulement 33 ans.
Ayant gouverné quatre ans en minorité, il est facilement réélu le 22 mai 2011. Dans un contexte morose pour les socialistes, il réussit à progresser et obtenir 8 382 suffrages, ce qui lui accorde 12 élus. Il s'agit là de la première majorité absolue de gauche au conseil municipal de Soria.

### Une personnalité du PSOE
Dans le cadre du XXXVIIIe congrès fédéral du parti en février 2012, il soutient l'ancienne ministre de la Défense Carme Chacón – finalement défaite – pour l'élection au secrétariat général, ayant signé avec elle et d'autres responsables le manifeste « Mucho PSOE por hacer ». Pour le congrès fédéral extraordinaire de juillet 2014, il s'inscrit dans la candidature d'Eduardo Madina, battu lors du vote interne des militants. Lors du congrès extraordinaire du Parti socialiste de Castille-et-León-PSOE (PSCyL-PSOE), convoqué en octobre suivant, il soutient la candidature du député de Burgos Luis Tudanca, sans toutefois exprimer son appui publiquement.
Il remporte un troisième mandat lors des élections municipales du 24 mai 2015, avec un total de 8 654 voix, soit 47 % des suffrages et 11 conseillers municipaux sur 21. De même, il se maintient lors des élections du 26 mai 2019 où sa majorité passe à 12 sièges. Il est le premier maire de la ville à enchaîner trois majorités absolues. Aux élections du 28 mai 2023, il remporte le même nombre de sièges, confirmant sa majorité absolue pour la quatrième fois consécutive.